# Kościół św. Jana Chrzciciela w Peraście
Kościół św. Jana Chrzciciela (serb.-chorw. Crkva Svetog Jovana Krstitelja) – kościół pod wezwaniem św. Jana Chrzciciela w Peraście nad Zatoką Kotorską w Czarnogórze. Jedna z cenniejszych zabytkowych budowli sakralnych miasta. Do dziś służy celom religijnym.

## Położenie
Znajduje się w zachodniej części Perastu, w tzw. Penčići, przy starej drodze prowadzącej do miasta. Wznosi się w drugim rzędzie budynków, niedaleko Pałacu Bujovićów. Uliczka, idąca od tego kościoła pod górę prowadzi do Pałacu Čorko.

## Historia
Pierwsza wzmianka o nim pochodzi z 1595 r. Związane z nim było średniowieczne Bractwo Ran Jezusa Chrystusa. Był siedzibą organizacji ludowych opozycyjnych wobec miejscowych rodów patrycjuszowskich. W 1703 roku przeprowadzono remont kościoła.

## Architektura
Niewielki kościół, zbudowany z miejscowego kamienia, wzniesiony jest na planie krzyża greckiego. Dachy kryte czerwoną dachówką. Późnorenesansowa fasada zachodnia o skromnym wystroju posiada ładny portal, nad którym znajduje się małe okno rozetowe. Zwieńczona jest oryginalną, dwukondygnacyjną dzwonnicą parawanową z dwoma dzwonami umieszczonymi jeden nad drugim. Na jednym z dzwonów widnieje data „1596”. Przed fasadą zachodnią niewielki dziedzińczyk otoczony kamiennym murkiem. Cały obiekt nieznacznie obniżony w stosunku do otaczającego terenu.